# Channing (Teksas)
Channing je grad u američkoj saveznoj državi Teksas. Prema popisu stanovništva iz 2010. u njemu je živjelo 363 stanovnika.